# Tania Zaetta
Tania Zaetta (Merbein, 17 novembre 1970) è un'attrice australiana.
Dopo gli inizi nella televisione australiana a metà anni novanta, è apparsa nella serie Baywatch, nella parte di Kendra Reilly, in due episodi della nona stagione (Sfida internazionale-prima e seconda parte).
Ha riscosso un notevole successo a Bollywood nei film Salaam Namaste e Bunty Aur Babli.
Ha prodotto la serie tv The Blue Planet nel 2000.
In patria ha girato anche alcune pubblicità.

## Filmografia
- Bunty Aur Babli (2005) ... Kate
- Salaam Namaste (2005) ... Cathy R. Mathur
- Baywatch (1999) ... Kendra Reilly (2 episodi)